# 石井常英
石井 常英（いしい つねひで、1864年2月27日（文久4年1月20日） - 1917年（大正6年）7月13日）は、日本の官僚、裁判官。

## 来歴
元佐賀藩士の司法官納富利邦の次男として佐賀県に生まれる。1868年（慶応4年）8月、佐賀藩士石井虎三郎の養子となり家督を継ぐ。
1887年（明治20年）、東京帝国大学法学部英法科を卒業し、司法省に入省。横浜地方裁判所長を経て、1907年（明治40年）8月、台湾総督府覆審法院長（第六代）に就任。在任中に死去した。

## 親族
- 養嗣子：石井新一（牟田口元学の二男、長女キクの婿）

## 栄典
- 1910年（明治43年）12月26日 - 勲三等瑞宝章[1]
- 1915年（大正4年）11月10日 - 大礼記念章[2]